# 金瓶梅学
金瓶梅学通称研究明朝兰陵笑笑生著作《金瓶梅》相关的学说。由於《金瓶梅》详细描述了古代市井平民的日常生活，刻画了当时的社会现实，历来研究不少。鲁迅认为它讲究“俗”，是“世情小说”，与一般传统经典书籍讲究“雅”的特徵有别。

## 历史
《金瓶梅》在明朝问世之后，被官方视为“淫秽小说”，列入禁书名单。

### 明朝
袁宏道对该书“极口赞之”；沈德符称该书“坏人心术”；李日华称其是“市诨之极秽者”；东吴弄珠客称“金瓶梅秽书也”；董其昌称“极佳……决当焚之”。

### 清朝
张竹坡称“第一奇书”；狄平子称“不得以淫书目之”。

### 近代
1908年，王钟麒的《中国三大小说家论赞》刊登在《月月小说》第二卷第二期，否定了传统“淫书说”的看法。
鲁迅在《中国小说史略》中称它是“以描摹世态人情”的书。
1932年，明朝万历刻本《金瓶梅词话》在山西省介休县被发现。
1933年，郑振铎称“《金瓶梅》是一部很伟大的写实小说……表现真实的中国社会的形形色色者，舍《金瓶梅》恐怕找不到更重要的一部小说了”；
1934年，吴晗发表了《〈金瓶梅〉的著作时代及其社会背景》，以严谨的考证否定了其作者是王世贞。
1940年，姚灵犀发表《瓶外卮言》。
1947年，冯沅君发表《〈金瓶梅词话〉中的文学史料》。
1948年，孟超发表《〈金瓶梅〉人物小论》系列论文。同年，日本出版了《〈金瓶梅〉附录论文集》。

### 现代
中华人民共和国建立之初，《金瓶梅》是禁书。
1954年8月29日，《光明日报》刊登了潘开沛的《〈金瓶梅〉的产生与作者》，提出该书是不同时期不同作者的集体创作。
1955年4月17日，《光明日报》刊登徐梦湘的《关于〈金瓶梅〉的作者》，提出该书只是一个人创作的。
1956年2月20日，毛泽东和万里等人谈话的时候说：“《水浒传》是反映当时政治情况的，《金瓶梅》是反映当时经济情况的，是《红楼梦》的老祖宗，不可不看。”
1957年，毛泽东亲自拍板解禁《金瓶梅》，毛泽东说：“《金瓶梅》可供参考，就是书中侮辱妇女的情节不好。各省委书记可以看看。”文化部、中宣部于是根据1933年《新刻金瓶梅词话》（200幅插图）重新影印了2000部，发送给各部部长、副部长、各省委书记、省委副书记。
1959年12月，毛泽东在读苏联《政治经济学教科书》的谈话中提到：“《东周列国志》写了当时上层建筑方面的复杂尖锐斗争，缺点是没有写当时的经济基础，在揭露封建社会经济生活的矛盾，揭露统治者与被压迫者的矛盾方面，《金瓶梅》是写得很细致的”。
1961年12月20日，毛泽东在中共中央政治局常委和各大区第一书记会议上说：“中国小说写社会历史的只有三部：《红楼梦》、《聊斋志异》、《金瓶梅》。你们看过《金瓶梅》没有？我推荐你们看一看，这本书写了明朝真正的历史，暴露了封建统治，暴露了统治和被压迫的矛盾，也有一部分很仔细。《金瓶梅》是《红楼梦》的祖宗，没有《金瓶梅》就写不出《红楼梦》”。
1962年，美国《亚洲杂志》刊登了学者韩南的《〈金瓶梅〉的版本及其他》，详细讲述了《金瓶梅》的版本情况。同年8月，毛泽东在中央工作会议核心小组上说，“《金瓶梅》没有传开，不只是因为它的淫秽，主要是它只暴露黑暗，虽然写得不错，但人们不爱看。”，毛泽东的说话中指出《金瓶梅》是“社会暴露小说”。后来，苏联汉学家马努辛写了《十六世纪社会暴露小说〈金瓶梅〉——从传统到创新》一文。
1963年，美国《亚洲杂志》刊登了韩南的《〈金瓶梅〉探源》。同年，日本出版了《〈金瓶梅〉特集研究专号》。
1965年，日本出版了《〈金瓶梅〉论文集》。
1977年，台湾东郭先生的《闲话〈金瓶梅〉》出版。
1978年，台湾孙述语的《〈金瓶梅〉的艺术》出版。
1979年，《社会科学战线》连续刊登朱星的《〈金瓶梅〉考证》等3篇论文，提出王世贞是《金瓶梅》的作者。
1982年6月，台湾商务印书馆出版台灣学者魏子雲的《〈金瓶梅〉审探》。
1985年开始到1988年，第一、二、三届《金瓶梅》学术研讨会在江苏徐州、扬州举行。
1989年6月，第一届国际《金瓶梅》学术研讨会在江苏徐州举行，中国金瓶梅学会宣布正式成立，《金瓶梅研究》正式创办。

## 作者
《金瓶梅》的署名是“兰陵笑笑生”，真实姓名待考证。

### 王世贞说
朱星、周钧韬认为作者是王世贞。

### 李开先说
徐朔方、吴晓铃、赵景深、杜维沫、卜键、日下翠认为作者是李开先。

### 贾三近说
张远芬、郑庆山认为作者是贾三近。

### 屠隆说
黄霖、郑闰、李燃青、吕钰、魏子云、杜松柏认为作者是屠隆。

### 王稚登说
鲁歌、马征认为作者是王稚登。

### 集体创作说
潘开沛认为该书是集体创作。

## 版本
日本学者长泽规矩也《〈金瓶梅〉的版本》、鸟居久晴《〈金瓶梅〉版本考》、美国韩南《〈金瓶梅〉的版本及其他》三篇论文和中国大陆刘辉《金梅瓶成书与版本研究》、王汝梅《〈金梅瓶〉探索》、薛亮《明清稀见小说汇考·〈金瓶梅〉系列》对《金瓶梅》版本进行了系统研究，其中，鸟居久晴对比了35个不同版本，刘辉对比了14个版本。
- 明朝万历年间《金瓶梅词话》
- 明朝崇祯年间《金瓶梅（绣像本）》
- 清朝乾隆年间《张竹坡批评本金瓶梅》

## 内容
《金瓶梅》以写北宋来描摹中晚期的明朝，书中笔墨触及社会各阶层各阶级各行各业，有帝王将相、有名流雅士、有农民商人、有奴婢小厮、有倡优乐工、有和尚道士尼姑、有游民流浪汉等。张竹坡在《批评第一奇书金瓶梅读法》中说，“似有一人亲曾执笔，在清河县前，西门家里，大大小小，前前后后，碟儿碗儿，一一记之，似真有其事，不敢谓操笔伸纸做出来的”。
郑振铎认为它“赤裸裸的毫无忌惮的表现着中国社会的病态，表现着‘世纪末’的最荒唐的一个堕落的社会的景象”。
阿英称它“至于《金瓶梅》，吾固不能谓为非淫书，然其奥妙，绝非在写淫之笔”；

### 题材
《金瓶梅》的题材主要是“家庭生活”和“妇女形象”，打破了传统小说没有触及的区域，《三国演义》题材是“历史（三国史）”，《西游记》题材是“神话故事”，《水浒传》的题材是“绿林好汉农民举事”。《金瓶梅》以西门庆为主角，描述了他发家致富到败落衰颓的过程，女主角是潘金莲、庞春梅、李瓶儿，讲述了他们的人生经历、遭遇和命运。

### 角色
《金瓶梅》一书中有角色800人，男性553人，女性247人，西门庆家，主子10人，男3女7，奴仆42人，男20，女10，丫鬟12人。

### 民俗文化
《金瓶梅》写了许多传统节日，包括春节、端午节、重阳节、元宵节等，第十五回写元宵节的彩灯，如“灯的样式有金莲灯、玉楼灯、荷花灯、芙蓉灯、绣球灯、雪花灯、秀才灯、媳妇灯、和尚灯、师婆灯、刘海灯、骆驼灯、青狮灯、猿猴灯、白象灯、螃蟹灯、鲇鱼灯，各式各样，应有尽有”，第四十二回又写了西门庆赏灯；年俗描写有“除夜置酒于后堂，合家大小，两旁列坐。先是春梅等五个磕头，然后小玉等磕头，来宝儿子僧宝儿、来兴女孩年儿来磕头。西门庆与吴月娘俱有手帕中银钱赏赐。”；大年初一拜年的描写“到次日，重和元年新正月元旦，西门庆早起，冠冕穿大红，天地上了炷香、烧了纸、吃了点心，备马，就出去巡按贺节去了。”

### 饮食文化
《金瓶梅》描写日常生活中，写了许多明朝饮食文化，包括菜谱、美酒、干鲜果品、茶、点心超过200种，其中茶19种，酒24种，点心31种，其中菜肴108种，原料是鸡、鸭、鱼、肉、蛋、虾子，如：第三十四回的“干蒸劈晒鸡、油炸烧骨（红烧排骨）、凤髓（鸡脑髓）”、第七十五回的“烧赃肉酿肠儿（粉肠）、黄炒银鱼、银苗豆芽菜、春不老炒冬笋、黄牙韭和海垫”、红烧猪头、羊角葱炒核桃肉、荷花饼。

## 精神内涵

### 主题
《金瓶梅》的主题争议很多，沈德符、李日华、东吴弄珠客、刘达临、吴存存、高罗佩等认为其主题是“性欲”；
冯汉镛提出“劝善说”；阿丁提出“儒教说”和“反抗封建统治说”；
包尊信、宋谋暘、周中明提出“封建说”；邓全施提出“反腐败说”；黄霖提出“暴露说”；香港魏子云提出“政治讽喻说”和“影射政治说”；美国芮效卫提出“性恶说”；吴晗、卢兴基提出“新兴商人悲剧说”；于承武提出“商人社会写照说”；张兵、王启忠、李永昶、刘连庚提出“人生欲望说”；田秉锷提出“精神危机说”；吴红、胡帮炜提出“新思想信息与旧意识体系杂陈说”；宁宗一提出“黑色小说说”；刘辉提出“愤世嫉俗说”；朱邦国提出“人性复归说”；日本池本义男提出“人格自由说”；王志武提出“性自由悲剧说”；许建平提出“探讨人生说”；王彪提出“文化悲凉说”；霍现俊提出“骂嘉靖说”。

### 性学
“性”在中国古代文化原本是很自然、单纯、明净的，如《周礼·地官》“仲春之月，令会男女，御史时也，奔者不禁”，如《论语》中孔子“饮、食、男、女，人之大欲存焉”，告子曾說:食、色，性也；但是到了汉朝开始走入禁欲主义道路，宋朝达到巅峰，朱熹提出“存天理，灭人欲；饿死事小、失节事大”。《金瓶梅》中对性爱的描写极多，讴歌、礼赞了男女性欲，使之成为公开的话题，包含性自由、性理想、性意识、性满意度、性观念、性能力、性器官、性用品、性贿赂、性取向、性行为、性癖好、爱情与性的关系、婚姻与性的关系等，其性行为场面的描写承接了元朝王实甫《西厢记》的性爱描写的“白描”
特征，《西厢记》中“绣鞋儿刚半折。柳腰儿恰一搦。羞答答不肯把头抬，只将鸳枕捱。云鬟仿佛坠金钗，偏宜歪。我将你纽扣儿松，我将你罗带儿解，兰麝散幽斋，不良会把”人禁害。咍，怎不回过脸儿来。软玉温香抱满怀。呀！刘阮到天台，春至人间花弄色，柳腰款摆，花心轻折，露滴牡丹开。蘸着些儿麻上来。鱼水得和谐，嫩蕊娇香蝶恣采，你半推半就，我又惊又爱。檀口搵香腮。”
全书共一百回合，性爱描写占了半多，根据学者朱星统计，该书性描写有105处，细致描写36处，粗略描写36处，一笔带过33处。郑振铎说，“诚然的，在这部伟大的名著里，不干净的描写是那么的多……一个健全、清新的社会，实在容不了这种秽书”；
沈雁冰说它是“性欲小说……此书描写世情，极为深刻，尤多赤裸裸的性欲描写。《飞燕外传》与《迷楼记》等皆为文言作品，《金瓶梅》乃白话作，故描写性欲之处，更加露骨耸听。”1985年人民文学出版社《金瓶梅词话（删节本）》，删除性描写文字共19161字。对性能力和性器官的崇拜的描写，男性性能力强、性器官大，受到社会崇敬；女性追求性自由，择偶、改嫁、再嫁，在封建礼教束缚、讲究从一而终守节守寡的封建社会难能可贵。西门庆、潘金莲、庞春梅、陈经济、王六儿等，由于过度纵欲滥交，沦为了性瘾好。

#### 性描写
《金瓶梅》中的性描写极多，包括：眉目传情、谈话、拥抱、接吻、自慰、爱抚或性姿勢、性虐恋情節等。

#### 同性恋
《金瓶梅》中描写了同性恋，如西门庆和书童、温必古、画童，陈经济和侯林儿、大师兄。

#### 性用品
《金瓶梅》中描写了一些性用品，春药（催情药）包括：闺艳声娇、白鬼、封脐膏、粉红膏子药、胡僧春药；性用具包括：景东人事、硫磺圈、银托子、相思套、白绫带子、悬玉环、同心结、缅铃、淫器包、春宫画。

#### 性癖好
《金瓶梅》描写涉及性癖好，包括西门庆、温秀才有“虐童”情结、西门庆对潘金莲鞋子的“恋物癖”、西门庆对潘金莲的“恋足癖”等。

#### 性贿赂
《金瓶梅》描写了当时社会的性贿赂风气，官僚升官用性贿赂，商人勾结政客用性贿赂，例如西门庆性贿赂翟管家、蔡御史、宋御史。

### 婚姻观念
在封建社会，讲究从一而终、守节守寡，女性要做贞节烈妇，《金瓶梅》中宣扬婚姻自由，如李瓶儿先嫁给梁中书，后嫁给花子虚，再招赘蒋竹山，最后嫁给西门庆。

### 女性观
潘金莲是一位憧憬爱情、富有风情、性欲旺盛的女人，西门庆和家仆韩道国的老婆王六儿偷情回家之后，潘金莲又强行和西门庆性交，使得西门庆精尽人亡。
西门庆死后，她和西门庆的女婿陈经济偷情。
李瓶儿细细的弯弯的眉毛，皮肤白净，性欲旺盛，早年嫁给东京蔡太师女婿梁中书，梁山泊李逵杀了梁中书一家老小后，她逃窜并且嫁给了花太监侄儿花子虚，花太监告老还乡之后，他们一同回到清河县居住，是西门庆的邻居，西门庆和李瓶儿时常通奸，花子虚争夺遗产气死后，西门庆不仅喜欢其房中术，也爱她的万贯家财。李瓶儿招赘医生蒋竹山，但是蒋竹山不能满足其性欲，被扫地出门，她又嫁给西门庆，后来被潘金莲害死。
庞春梅16岁的时候被西门庆收用，聪慧、泼辣、淫乐贪汉，和潘金莲一起与西门庆、陈经济性交，怀孕后嫁给周守备，后来死在19岁的姘夫小周义身上。

## 艺术技巧

### 俗语歇后语等
《金瓶梅》擅长用日常语句（包括骂人语句）、谚语、歇后语、俗语、俏皮话，刻画人物形象，给文章增加生动性和形象性。例如：情人眼里出西施、不怕官只怕管、狗口里吐什么象牙来、关王卖豆腐——人硬、千里长棚——没有不散的宴席、墙上泥坯——去了一层又一层等。

### 方言
《金瓶梅》中方言甚多，根据学者们的考证，大体包括：浙江黄岩方言、山东峄城方言和诸城方言、北京方言、徐州方言等，方言也成为学者考证《金瓶梅》作者的一个依据。

## 相关学者

### 中国大陆
- 张竹坡，清朝
- 姚灵犀，《瓶外卮言》
- 孟超，《〈金瓶梅〉人物小论》系列论文
- 马瑞芳
- 胡文彬，《〈金瓶梅〉书录》
- 刘心武、戴敦邦《戴敦邦绘、刘心武评〈金瓶梅〉人物谱》
- 刘心武《刘心武揭秘〈金瓶梅〉》
- 黄霖，复旦大学教授，《〈金瓶梅〉大辞典》
- 周钧韬《周钧韬金瓶梅研究文集》、《〈金瓶梅〉素材来源》、《〈金瓶梅〉资料汇编（1919-1949）》
- 邵万宽、章国超《金瓶梅饮食谱》

### 香港
- 魏子雲，《〈金瓶梅〉研究二十年》、《〈金瓶梅〉编年纪事》、《〈金瓶梅词话〉注释》

### 台湾
- 梅节，全校本《金瓶梅词话》

### 日本
- 阿部泰记，《关于〈金瓶梅〉叙述的混乱》
- 荒木猛，论文《〈金瓶梅词话〉人物登场表》
- 日下翠
- 大秀高
- 寺村正男，《从〈水浒传〉到〈金瓶梅〉的变化》、《〈金瓶梅词话〉中作者介入文——看官听说考》
- 阿部泰记
- 铃木阳一
- 鸟居久晴，日本汉学家，《〈金瓶梅〉的语言》、《〈金瓶梅〉中的歇后语》
- 池本义男，日本汉学家
- 奥野信太郎，《好色文学谈义》
- 长泽规矩也，《〈金瓶梅〉和明末淫荡生活》
- 小野忍，《〈扎泰莱夫人的情人〉和〈金瓶梅〉》、《〈金瓶梅〉的色情描写》
- 泽田瑞穗，《增修〈金瓶梅〉资料索引》
- 荒正人，《色情和文学》
- 武田泰淳，《肉体的问题》
- 小川阳一，《〈金瓶梅〉中的酒令》
- 上村幸次
- 饭田吉郎，《〈金瓶梅词话〉语汇索引》（与太田辰夫）
- 太田辰夫，《〈金瓶梅词话〉语汇索引》（与饭田吉郎）
- 清水茂
- 后藤基巳，《〈金瓶梅〉的时代背景》
- 大内田三郎，《〈水浒传〉与〈金瓶梅〉》
- 上野惠司，《从〈水浒传〉到〈金瓶梅〉——重复部分词语的比较》

### 荷兰
- 高罗佩，荷兰汉学家

### 美国
- 韩南，美国汉学家，其研究《金瓶梅》及汉学继承了欧洲美国的学术传统，注重参考文献和脚注，参考资料丰富多样，论证时谨小慎微，学术界对其颇为尊重。
- 芮效卫
- 史梅蕊，《〈金瓶梅〉与〈红楼梦〉的花园意象》
- 浦安迪，《明朝小说四大奇书》
- 杨沂，论文《宋惠莲及其在〈金瓶梅〉中的象征作用之研究》
- 郑培凯，《〈金瓶梅词话〉与明人饮酒风尚》
- 马泰来
- 夏志清，《〈金瓶梅〉新论》
- 柯丽德，《〈金瓶梅〉的结局》、《〈金瓶梅〉中的双关语和隐语》《〈金瓶梅〉的修辞》

### 法国
- 雷威安，翻译《金瓶梅》法语本。
- 艾金布勒
- 陈庆浩
- 李冶华

### 英国
- 阿瑟·戴维·韦利

### 苏联
- 马努辛，苏联汉学家，翻译《金瓶梅》俄语本，论文《十六世纪社会暴露小说〈金瓶梅〉——从传统到创新》、《关于长篇小说〈金瓶梅〉的作者》、《〈金瓶梅〉中表现人的手法》。
- 李福清

## 相关著述

### 文学史料方面
- 朱一玄《〈金瓶梅〉资料汇编》
- 侯忠义、王汝梅《〈金瓶梅〉资料汇编》
- 三行《苦孝说与〈金瓶梅〉》
- 涩斋《〈金瓶梅词话〉里的戏剧史料》
- 许固生《〈金瓶梅〉本事考略》
- 冯沅君《〈金瓶梅〉中的文学史料》
- 韩南《〈金瓶梅〉探源》

### 语汇词句方面
- 张鸿魁《〈金瓶梅〉词典》、《〈金梅瓶〉语音研究》
- 白维国《〈金瓶梅〉词典》
- 王利器《〈金瓶梅〉词典》
- 上海师大《〈金瓶梅〉鉴赏辞典》
- 李申《〈金瓶梅〉方言俗语汇释》
- 张惠英《〈金瓶梅〉俚俗难辞解》
- 李布清《〈金瓶梅〉俚语俗谚》
- 傅憎享《〈金瓶梅〉隐语揭秘》、《〈金瓶梅〉妙语》
- 章一鸣《〈金瓶梅词话和明代口语词汇语法研究〉》
- 鲍廷毅《〈金瓶梅〉词语溯源》
- 潘攀《〈金瓶梅〉语言研究》
- 曹炜《〈金瓶梅〉文学语言研究》
- 毛德彪、朱俊亭《〈金瓶梅〉评注》
- 蔡敦勇《〈金瓶梅〉剧曲品探》
- 孟昭连《〈金瓶梅〉诗词解析》

### 艺术方面
- 孙述宇《〈金瓶梅〉的艺术》
- 周中明《〈金瓶梅〉艺术论》
- 张业敏《〈金瓶梅〉的艺术美》
- 杨义《〈金瓶梅〉——世情书与怪才奇书的双重品格》
- 王彪《作为叙述视角与叙述动力的性描写——〈金瓶梅〉性描写的叙事功能及审美评价》
- 王启忠《〈金瓶梅〉价值论》
- 霍现俊《〈金瓶梅〉新解》
- 胡帮炜《〈金瓶梅〉的思想与艺术》
- 张培恒《论〈金瓶梅词话〉》

### 人物形象方面
- 孟超《〈金瓶梅〉人物论》
- 高越峰《〈金瓶梅〉人物艺术论》
- 石昌渝、尹恭弘《〈金瓶梅〉人物谱》
- 鲁歌、马征《〈金瓶梅〉人物大全》
- 孔繁华《〈金瓶梅〉人物掠影》、《〈金瓶梅〉的女性世界》
- 叶桂桐、宋培宪《〈金瓶梅〉人物正传》
- 王志武《〈金瓶梅〉人物悲剧论》
- 跃金《〈金瓶梅〉中商人形象透视》
- 罗德荣《〈金瓶梅〉三女性透视》
- 魏崇新《说不尽的潘金莲》
- 张天畴《〈金瓶梅词话〉里的帮闲人物》

### 与中华文化关联方面
- 陈东有《〈金瓶梅〉——中国文化发展的一个断面》
- 王启忠《〈金瓶梅〉价值论》
- 宁宗一、罗德荣《〈金瓶梅〉对小说美学的贡献》
- 田秉锷《〈金瓶梅〉与中国文化》、《〈金瓶梅〉人性论》
- 何香久《〈金瓶梅〉与中国文化》
- 王宜廷《红颜祸水——〈水浒传〉〈金瓶梅〉女性形象的文化思考》
- 王彪《无可指归的文化悲凉——论〈金瓶梅〉的思想矛盾及主题的终极指向》

### 与宗教方面
- 余岢、解庆兰《〈金瓶梅〉与佛道》
- 石景琳、徐匋《〈金瓶梅〉的佛踪道影》

### 与民俗文化方面
- 阿英《〈金瓶梅词话〉风俗考》（1936年）
- 陈诏《从民俗描写看〈金瓶梅〉的时代背景》
- 蔡国梁《灯市·圆社·卜筮·相面》

### 与饮食文化方面
- 邵万宽、章国超《〈金瓶梅〉饮食大观》
- 胡德荣、张仁庆《〈金瓶梅〉饮食谱》
- 赵建民、李志刚《〈金瓶梅〉酒食文化研究》
- 戴鸿森《从〈金瓶梅〉看明人的饮食风貌》

### 与商业方面
- 邱绍雄《〈金瓶梅〉与经商管理艺术》
- 南矩容《〈金瓶梅〉与晚明社会经济》
- 跃金《〈金瓶梅〉中的商人形象透视》

### 与《红楼梦》关联方面
- 孙逊、陈诏《〈红楼梦〉与〈金瓶梅〉》
- 徐君慧《从〈金瓶梅〉到〈红楼梦〉》
- 张俊《试论〈红楼梦〉与〈金瓶梅〉》
- 冯子礼《〈金瓶梅〉与〈红楼梦〉人物比较》